# Ole Möller
Ole Möller, född 17 juni 1906 i Pargas, var en finländsk jurist.
Möller, som var son till affärsman Sigurd Vilhelm Konrad Möller och Alice Gunhild Helin, blev student 1924 och avlade högre rättsexamen 1932 och blev, efter att ha varit hovrättsauskultant, vicehäradshövding 1935. Han var kanslist vid Åbo hovrätt 1937, notarie 1938–1947, fiskal och sekreterare 1948, assessor 1949–1956, blev hovrättsråd av lägre löneklass 1957, av högre löneklass 1959 och var häradshövding i Lojo domsaga från 1959. Han var ordförande i Åbo femte hyresnämnd 1945-1946, lagfaren suppleant i Björneborgs prövningsrätt 1945–1949, ordförande i Pargas ordningsrätt 1948–1959, auditör vid Åbo andra krigsrätt 1948–1959 och medlem av Åbo svenska församlings kyrkoråd 1947–1959.